# Nordrach
Nordrach är en kommun och ort i Ortenaukreis i regionen Südlicher Oberrhein i Regierungsbezirk Freiburg i förbundslandet Baden-Württemberg i Tyskland.
Kommunen ingår i kommunalförbundet Zell am Harmersbach tillsammans med staden Zell am Harmersbach och kommunerna Biberach och Oberharmersbach.